# Чемпіонат світу з футболу 2014 (група D)
До групи D чемпіонату світу з футболу 2014 увійшли збірні Уругваю, Коста-Рики, Англії та Італії. Матчі у групі проходили з 14 до 24 червня 2014 року. Відразу три команди цієї групи в минулому ставали чемпіонами світу, у той час як до складу інших груп чемпіонату світу 2014 потрапили щонайбільше по одному колишньому володарю Кубка світу. До наступної стадії турніру пройшли збірні Коста-Рики (перше місце) та Уругваю.

## Таблиця
| Команда    | І | В | Н | П | ЗМ | ПМ | РМ | О |
| ---------- | - | - | - | - | -- | -- | -- | - |
| Коста-Рика | 3 | 2 | 1 | 0 | 4  | 1  | +3 | 7 |
| Уругвай    | 3 | 2 | 0 | 1 | 4  | 4  | 0  | 6 |
| Італія     | 3 | 1 | 0 | 2 | 2  | 3  | −1 | 3 |
| Англія     | 3 | 0 | 1 | 2 | 2  | 4  | −2 | 1 |

## Матчі

### Уругвай — Коста-Рика
До гри у Форталезі команди зустрічалися 8 разів, востаннє 2009 року, коли вони розігрували між собою право участі у чемпіонаті світу 2010 року в іграх плей-оф між конфедераціями. Тоді за сумою двох ігор з рахунком 2:1 перемогли уругвайці.
Рахунок у грі відкрив форвард збірної Уругваю Едінсон Кавані, який на 24-й хвилині реалізував пенальті, призначений за порушення правил на Дієго Лугано. На початку другого тайму точними ударами відзначилися гравці з Коста-Рики Хоель Кемпбелл та Оскар Дуарте, змінивши рахунок на користь своєї команди. За півгодини, що лишалися до завершення гри, уругвайцям не вдалося бодай зрівняти рахунок, натомість на 83-й хвилині вони пропустили контратаку костариканців, що завершилася точним ударом Марко Уреньї, який встановив остаточний рахунок 3:1 на користь його команди.
| 14 червня 2014 16:00 |

| Уругвай           | 1 – 3           | Коста-Рика                         |
| ----------------- | --------------- | ---------------------------------- |
| Кавані 24' (пен.) | Протокол(англ.) | Кемпбелл 54' Дуарте 57' Уренья 83' |

| «Кастелан», Форталеза Глядачів: 58 679 Арбітр: Фелікс Брих (Німеччина) |

| Уругвай | Коста-Рика |

| ВР               | 1  | Фернандо Муслера  |       |     |
| ЗХ               | 16 | Максі Перейра     | 90+4' |     |
| ЗХ               | 2  | Дієго Лугано      | 50'   |     |
| ЗХ               | 3  | Дієго Годін       |       |     |
| ЗХ               | 22 | Мартін Касерес    | 81'   |     |
| ПЗ               | 11 | Крістіан Стуані   |       |     |
| ПЗ               | 17 | Ехідіо Аревало    |       |     |
| ПЗ               | 5  | Вальтер Гаргано   | 56'   | 60' |
| ПЗ               | 7  | Крістіан Родрігес |       | 76' |
| НП               | 10 | Дієго Форлан      |       | 60' |
| НП               | 21 | Едінсон Кавані    |       |     |
| Заміни:          |    |                   |       |     |
| ПЗ               | 14 | Ніколас Лодейро   |       | 60' |
| ПЗ               | 20 | Альваро Гонсалес  |       | 60' |
| НП               | 8  | Абель Ернандес    |       | 76' |
| Головний тренер: |    |                   |       |     |
| Оскар Табарес    |    |                   |       |     |

| ВР               | 1  | Кейлор Навас       |  |     |
| ЗХ               | 6  | Оскар Дуарте       |  |     |
| ЗХ               | 3  | Джанкарло Гонсалес |  |     |
| ЗХ               | 4  | Мікаель Уманья     |  |     |
| ЗХ               | 16 | Крістіан Гамбоа    |  |     |
| ЗХ               | 15 | Хуніор Діас        |  |     |
| ПЗ               | 5  | Селсо Борхес       |  |     |
| ПЗ               | 17 | Єльцин Техеда      |  | 75' |
| ПЗ               | 10 | Браян Руїс         |  | 83' |
| ПЗ               | 7  | Крістіан Боланьйос |  | 89' |
| НП               | 9  | Хоель Кемпбелл     |  |     |
| Заміни:          |    |                    |  |     |
| ПЗ               | 22 | Хосе Куберо        |  | 75' |
| НП               | 21 | Марко Уренья       |  | 83' |
| ПЗ               | 11 | Мікаель Баррантес  |  | 89' |
| Головний тренер: |    |                    |  |     |
| Хорхе Луїс Пінто |    |                    |  |     |

| Гравець матчу: Хоель Кемпбелл (Коста-Рика) |

### Англія — Італія
Дві з числа найтитулованіших європейських збірних до цього матчу грали між собою 24 рази, включаючи гру за третє місце на чемпіонаті світу 1990 року, в якій з рахунком 2:1 перемогли італійці. Востаннє ж шляхи цих двох збірних перетиналися на чемпіонаті Європи 2012 року, де на стадії чвертьфіналів перемогла також збірна Італії, цього разу завдяки післяматчевим пенальті.
Рахунок гри був відкритий на 35-й хвилині італійським півзахисником Клаудіо Маркізіо після розіграшу кутового удару. Втім вже за дві хвилини рахунок було зрівняно єдиним «чистим» нападником збірної Англії Даніелем Старріджем, який замкнув навіс від  Вейна Руні. Остаточний рахунок гри встановив гол нападника італійців Маріо Балотеллі з передачі Антоніо Кандреви на 50-й хвилині гри.
| 14 червня 2014 19:00 |

| Англія       | 1 – 2           | Італія                     |
| ------------ | --------------- | -------------------------- |
| Старрідж 37' | Протокол(англ.) | Маркізіо 35' Балотеллі 50' |

| «Арена Амазонія», Манаус Глядачів: 39 800 Арбітр: Бйорн Кейперс (Нідерланди) |

| Англія | Італія |

| ВР               | 1  | Джо Гарт          |       |     |
| ЗХ               | 2  | Глен Джонсон      |       |     |
| ЗХ               | 5  | Гарі Кегілл       |       |     |
| ЗХ               | 6  | Філ Ягелка        |       |     |
| ЗХ               | 3  | Лейтон Бейнс      |       |     |
| НП               | 4  | Стівен Джеррард   |       |     |
| НП               | 14 | Джордан Гендерсон |       | 73' |
| ПЗ               | 11 | Денні Велбек      |       | 61' |
| ПЗ               | 19 | Рагім Стерлінг    | 90+2' |     |
| ПЗ               | 10 | Вейн Руні         |       |     |
| НП               | 9  | Деніел Старрідж   |       | 80' |
| Заміни:          |    |                   |       |     |
| ПЗ               | 21 | Росс Барклі       |       | 61' |
| ПЗ               | 7  | Джек Вілшир       |       | 73' |
| ПЗ               | 20 | Адам Лаллана      |       | 80' |
| Головний тренер: |    |                   |       |     |
| Рой Годжсон      |    |                   |       |     |

| ВР               | 12 | Сальваторе Сирігу |  |     |
| ЗХ               | 4  | Маттео Дарміан    |  |     |
| ЗХ               | 15 | Андреа Барцальї   |  |     |
| ЗХ               | 20 | Габріель Палетта  |  |     |
| ЗХ               | 3  | Джорджо К'єлліні  |  |     |
| ПЗ               | 8  | Клаудіо Маркізіо  |  |     |
| ПЗ               | 16 | Даніеле Де Россі  |  |     |
| ПЗ               | 23 | Марко Верратті    |  | 57' |
| ПЗ               | 21 | Андреа Пірло      |  |     |
| НП               | 6  | Антоніо Кандрева  |  | 79' |
| НП               | 9  | Маріо Балотеллі   |  | 73' |
| Заміни:          |    |                   |  |     |
| ПЗ               | 5  | Тьяго Мотта       |  | 57' |
| НП               | 17 | Чіро Іммобіле     |  | 73' |
| ПЗ               | 18 | Марко Пароло      |  | 79' |
| Головний тренер: |    |                   |  |     |
| Чезаре Пранделлі |    |                   |  |     |

| Гравець матчу: Маріо Балотеллі (Італія) |

### Уругвай — Англія
До цієї гри дві команди зустрічалися 10 разів, у тому числі двічі в рамках чемпіонатів світу (у чвертьфіналі чемпіонату світу 1954, де з рахунком 4:2 виграли уругвайці, та на груповому етапі чемпіонату світу 1966, коли була зафіксована нульова нічия). 
Захисник збірної Уругваю Максиміліано Перейра пропускав гру через дискваліфікацію після червоної картки у попередньому матчі проти збірної Коста-Рики.
Перемогу збірної Уругваю забезпечили два голи від нападнника англійського «Ліверпуля» Луїса Суареса, який через проблеми зі здоров'ям не брав участі у першій грі збірної на турнірі — сенсаційно програному матчі проти збірної Коста-Рики. Єдиний гол англійців у матчі забив один з найкращих бомбардирів в історії збірної Вейн Руні, для якого, втім, цей м'яч став першим у фінальних частинах чемпіонату світу попри участь у двох попередніх мундіалях. 
| 19 червня 2014 16:00 |

| Уругвай         | 2 – 1           | Англія   |
| --------------- | --------------- | -------- |
| Суарес 39', 85' | Протокол(англ.) | Руні 75' |

| «Сан-Паулу Арена», Сан-Паулу Глядачів: 62 575 Арбітр: Карлос Веласко Карбальйо (Іспанія) |

| Уругвай | Англія |

| ВР               | 1  | Фернандо Муслера   |    |     |
| ЗХ               | 22 | Мартін Касерес     |    |     |
| ЗХ               | 13 | Хосе Марія Хіменес |    |     |
| ЗХ               | 3  | Дієго Годін        | 9' |     |
| ЗХ               | 6  | Альваро Перейра    |    |     |
| ПЗ               | 20 | Альваро Гонсалес   |    | 79' |
| ПЗ               | 17 | Ехідіо Аревало     |    |     |
| ПЗ               | 7  | Крістіан Родрігес  |    |     |
| ПЗ               | 14 | Ніколас Лодейро    |    | 67' |
| НП               | 9  | Луїс Суарес        |    | 88' |
| НП               | 21 | Едінсон Кавані     |    |     |
| Заміни:          |    |                    |    |     |
| НП               | 11 | Крістіан Стуані    |    | 67' |
| ЗХ               | 4  | Хорхе Фусіле       |    | 79' |
| ЗХ               | 19 | Себастьян Коатес   |    | 88' |
| Головний тренер: |    |                    |    |     |
| Оскар Табарес    |    |                    |    |     |

| ВР               | 1  | Джо Гарт          |     |     |
| ЗХ               | 2  | Глен Джонсон      |     |     |
| ЗХ               | 5  | Гарі Кегілл       |     |     |
| ЗХ               | 6  | Філ Ягелка        |     |     |
| ЗХ               | 3  | Лейтон Бейнс      |     |     |
| ПЗ               | 4  | Стівен Джеррард   | 68' |     |
| ПЗ               | 14 | Джордан Гендерсон |     | 87' |
| ПЗ               | 19 | Рагім Стерлінг    |     | 64' |
| ПЗ               | 10 | Вейн Руні         |     |     |
| ПЗ               | 11 | Денні Велбек      |     | 71' |
| НП               | 9  | Деніел Старрідж   |     |     |
| Заміни:          |    |                   |     |     |
| ПЗ               | 21 | Росс Барклі       |     | 64' |
| ПЗ               | 20 | Адам Лаллана      |     | 71' |
| НП               | 18 | Рікі Ламберт      |     | 87' |
| Головний тренер: |    |                   |     |     |
| Рой Годжсон      |    |                   |     |     |

| Гравець матчу: Луїс Суарес |

### Італія — Коста-Рика
В минулому команди зустрічалися лише одного разу, у товариській грі 1994 року.
Збірна Коста-Рики здобула неочікувану перемогу з рахунком 1:0 завдяки голу свого капітана Браяна Руїса. З огляду на турнірне становище команд ця перемога, незалежно від результатів ігор останнього туру групового турніру, з одного боку забезпечила вихід костариканців до 1/8 фіналу чемпіонату світу, а з іншого позбавила збірну Англії математичних шансів на продовження боротьби на мундіалі.
| 20 червня 2014 13:00 |

| Італія | 0 – 1           | Коста-Рика |
| ------ | --------------- | ---------- |
|        | Протокол(англ.) | Руїс 44'   |

| «Арена Пернамбуку», Ресіфі Глядачів: 40 285 Арбітр: Енріке Оссес (Чилі) |

| Італія | Коста-Рика |

| ВР               | 1  | Джанлуїджі Буффон |     |     |
| ЗХ               | 7  | Іньяціо Абате     |     |     |
| ЗХ               | 15 | Андреа Барцальї   |     |     |
| ЗХ               | 3  | Джорджо К'єлліні  |     |     |
| ЗХ               | 4  | Маттео Дарміан    |     |     |
| ПЗ               | 16 | Даніеле Де Россі  |     |     |
| ПЗ               | 21 | Андреа Пірло      |     |     |
| ПЗ               | 5  | Тьяго Мотта       |     | 46' |
| ПЗ               | 6  | Антоніо Кандрева  |     | 57' |
| ПЗ               | 8  | Клаудіо Маркізіо  |     | 69' |
| НП               | 9  | Маріо Балотеллі   | 69' |     |
| Заміни:          |    |                   |     |     |
| НП               | 10 | Антоніо Кассано   |     | 46' |
| НП               | 22 | Лоренцо Інсіньє   |     | 57' |
| НП               | 11 | Алессіо Черчі     |     | 69' |
| Головний тренер: |    |                   |     |     |
| Чезаре Пранделлі |    |                   |     |     |

| ВР               | 1  | Кейлор Навас       |     |     |
| ЗХ               | 3  | Джанкарло Гонсалес |     |     |
| ЗХ               | 15 | Крістіан Гамбоа    |     |     |
| ЗХ               | 6  | Оскар Дуарте       |     |     |
| ЗХ               | 4  | Мікаель Уманья     |     |     |
| ЗХ               | 15 | Хуніор Діас        |     |     |
| ПЗ               | 5  | Селсо Борхес       |     |     |
| ПЗ               | 17 | Єльцин Техеда      |     |     |
| ПЗ               | 10 | Браян Руїс         |     |     |
| ПЗ               | 7  | Крістіан Боланьйос |     |     |
| НП               | 9  | Хоель Кемпбелл     |     |     |
| Заміни:          |    |                    |     |     |
| ПЗ               | 22 | Хосе Куберо        | 71' | 68' |
| НП               | 21 | Маркос Уренья      |     | 74' |
| НП               | 14 | Рендалл Бренес     |     | 81' |
| Головний тренер: |    |                    |     |     |
| Хорхе Луїс Пінто |    |                    |     |     |

| Гравець матчу: Браян Руїс (Коста-Рика) |

### Італія — Уругвай
Десята гра в історії взаємин двох збірних, яка зокрема включає дві гри на чемпіонатах світу — на груповому етапі чемпіонату світу 1970 року (нульова нічия) та в 1/8 фіналу чемпіонату світу 1990 року (2:0, перемога італійців). Остання ж зустріч двох команд відбулася у матчі за третє місце на Кубку конфедерацій 2013 року, в якому у серії післяматчевих пенальті гору взяла збірна Італії.
Цікавий факт: під час гри уругвайський нападник Луїс Альберто Суарес вкусив італійського захисника Джорджо К'єлліні, за що був покараний ФІФА у вигляді грошового штрафу в 100.000 CHF, заборони на участь у 9 матчах за збірну Уругваю та додатково заборони на 4-місяців взагалі грати у футбол за будь-яку команду. 
| 24 червня 2014 13:00 |

| Італія | 0 – 1           | Уругвай   |
| ------ | --------------- | --------- |
|        | Протокол(англ.) | Годін 81' |

| «Арена дас Дунас», Натал Глядачів: 39 706 Арбітр: Марко Родрігес (Мексика) |

| Італія | Уругвай |

| ВР               | 1  | Джанлуїджі Буффон |     |     |
| ЗХ               | 15 | Андреа Барцальї   |     |     |
| ЗХ               | 19 | Леонардо Бонуччі  |     |     |
| ЗХ               | 3  | Джорджо К'єлліні  |     |     |
| ПЗ               | 4  | Маттео Дарміан    |     |     |
| ПЗ               | 23 | Марко Верратті    |     | 75' |
| ПЗ               | 8  | Клаудіо Маркізіо  | 59' |     |
| ПЗ               | 2  | Маттіа Де Шильйо  | 77' |     |
| ПЗ               | 21 | Андреа Пірло      |     |     |
| НП               | 17 | Чіро Іммобіле     |     | 71' |
| НП               | 9  | Маріо Балотеллі   | 22' | 46' |
| Заміни:          |    |                   |     |     |
| ПЗ               | 18 | Марко Пароло      |     | 46' |
| НП               | 10 | Антоніо Кассано   |     | 71' |
| ПЗ               | 5  | Тьяго Мотта       |     | 75' |
| Головний тренер: |    |                   |     |     |
| Чезаре Пранделлі |    |                   |     |     |

| ВР               | 1  | Фернандо Муслера     | 90+1' |     |
| ЗХ               | 22 | Мартін Касерес       |       |     |
| ЗХ               | 13 | Хосе Марія Хіменес   |       |     |
| ЗХ               | 3  | Дієго Годін          |       |     |
| ЗХ               | 6  | Альваро Перейра      |       | 63' |
| ПЗ               | 20 | Альваро Гонсалес     |       |     |
| ПЗ               | 17 | Ехідіо Аревало       | 46'   |     |
| ПЗ               | 7  | Крістіан Родрігес    |       | 78' |
| ПЗ               | 14 | Ніколас Лодейро      |       | 46' |
| НП               | 9  | Луїс Суарес          |       |     |
| НП               | 21 | Едінсон Кавані       |       |     |
| Заміни:          |    |                      |       |     |
| ЗХ               | 16 | Максиміліано Перейра |       | 46' |
| НП               | 11 | Крістіан Стуані      |       | 63' |
| ЗХ               | 18 | Гастон Рамірес       |       | 78' |
| Головний тренер: |    |                      |       |     |
| Оскар Табарес    |    |                      |       |     |

| Гравець матчу: Джанлуїджі Буффон (Італія) |

### Коста-Рика — Англія
Перша в історії зустріч двох команд.
| 24 червня 2014 13:00 |

| Коста-Рика | 0 – 0           | Англія |
| ---------- | --------------- | ------ |
|            | Протокол(англ.) |        |

| «Мінейран», Белу-Оризонті Глядачів: 57 823 Арбітр: Джамель Хаймуді (Алжир) |

| Коста-Рика | Англія |

| ВР               | 1  | Кейлор Навас       |     |     |
| ЗХ               | 3  | Джанкарло Гонсалес | 60' |     |
| ЗХ               | 16 | Крістіан Гамбоа    |     |     |
| ЗХ               | 6  | Оскар Дуарте       |     |     |
| ЗХ               | 19 | Рой Міллер         |     |     |
| ЗХ               | 15 | Хуніор Діас        |     |     |
| ПЗ               | 5  | Селсо Борхес       |     | 78' |
| ПЗ               | 10 | Браян Руїс         |     |     |
| ПЗ               | 17 | Єльцин Техеда      |     |     |
| НП               | 14 | Рендалл Бренес     |     | 59' |
| НП               | 9  | Хоель Кемпбелл     |     | 65' |
| Заміни:          |    |                    |     |     |
| ПЗ               | 7  | Крістіан Боланьйос |     | 59' |
| НП               | 21 | Маркос Уренья      |     | 65' |
| ПЗ               | 11 | Мікаель Баррантес  |     | 78' |
| Головний тренер: |    |                    |     |     |
| Хорхе Луїс Пінто |    |                    |     |     |

| ВР               | 13 | Бен Фостер      |     |     |
| ЗХ               | 16 | Філ Джонс       |     |     |
| ЗХ               | 5  | Гарі Кегілл     |     |     |
| ЗХ               | 12 | Кріс Смоллінг   |     |     |
| ЗХ               | 23 | Люк Шоу         |     |     |
| ПЗ               | 8  | Френк Лемпард   |     |     |
| ПЗ               | 7  | Джек Вілшир     |     | 73' |
| ПЗ               | 17 | Джеймс Мілнер   |     | 76' |
| ПЗ               | 21 | Росс Барклі     | 53' |     |
| ПЗ               | 20 | Адам Лаллана    | 57' | 62' |
| НП               | 9  | Деніел Старрідж |     |     |
| Заміни:          |    |                 |     |     |
| ПЗ               | 19 | Рагім Стерлінг  |     | 62' |
| ПЗ               | 4  | Стівен Джеррард |     | 73' |
| НП               | 10 | Вейн Руні       |     | 76' |
| Головний тренер: |    |                 |     |     |
| Рой Годжсон      |    |                 |     |     |

| Гравець матчу: Кейлор Навас (Коста-Рика) |